# Amblyseius pritchardellus
Amblyseius pritchardellus är en spindeldjursart som beskrevs av Athias-Henriot 1967. Amblyseius pritchardellus ingår i släktet Amblyseius och familjen Phytoseiidae. Inga underarter finns listade i Catalogue of Life.